# J. Ross Mackay
John Ross Mackay, genannt Ross Mackay, (* 31. Dezember 1915 auf Taiwan; † 28. Oktober 2014) war ein kanadischer Geomorphologe und Geograph, der sich mit der Bildung und den Formen von Permafrost befasste.

## Leben
Er war der Enkel des presbyterianischen Missionars George Leslie Mackay (1844–1901), nach dem in Taiwan ein Hospital benannt ist, und der Sohn eines Missionars. Mackay studierte an der Clark University (Bachelorabschluss 1939) und an der Boston University (Masterabschluss 1941). Während des Zweiten Weltkriegs war er Offizier im Canadian Intelligence Corps, stationiert in Darwin (Australien). 1946 wurde er Assistant Professor für Geographie an der McGill University. 1949 wurde er an der Universität Montreal promoviert und war danach Assistant Professor an der University of British Columbia, wo er 1953 Associate Professor und 1957 Professor wurde. Ab 1981 war er dort Professor Emeritus.
Er war bekannt für Feldstudien zur Geomorphologie des Periglazial, unter anderem der Entwicklung von Pingos und über Eiskeile. Er begann seine Feldstudien in der kanadischen Arktis 1951 und setzte sie seitdem jährlich fort (insbesondere im Mackenzie-Delta), wobei er auch Feldexperimente in großem Maßstab durchführte.
Er war seit 1944 mit Violet Meekins verheiratet und wurde Vater zweier Töchter.

## Mitgliedschaften
- 1953 bis 1954 Präsident der Canadian Association of Geographers
- 1969 bis 1970 Präsident der American Association of Geographers
- Vizepräsident International Geographical Union
- Seit ihrer Gründung 1983 bis 1993 Sekretär der International Permafrost Association
- Vorstand des Arctic Institute of North America
- Ehrenmitglied der Chinesischen Gesellschaft für Glaziologie und der Chinesischen Gesellschaft für Geokryologie.
- Ehrenmitglied der Geographischen Gesellschaft der Sowjetunion und auswärtiges Mitglied der Russischen Akademie der Wissenschaften
- Fellow der Royal Society of Canada

## Ehrungen
- Order of Canada 1981
- Willet G. Miller Medal der Royal Society of Canada (1975)
- Roger J. E. Brown Memorial Award der Canadian Geotechnical Society.
- G. K. Gilbert Award for Excellence in Geomorphic Research der Association of American Geographers (AAG)
- Kirk Bryan Award der Geological Society of America
- Melvin G. Marcus Distinguished Career Award (1990) der AAG, Sektion Geomorphologie
- Logan Medal der Geological Association of Canada (1991)
- W. A. Johnston Medal der Canadian Quaternary Association (1993)
- Massey Medal der Royal Canadian Geographical Society
- vom kanadischen Staat erhielt er die Centennial Medal von Kanada 1967, die Centenary Medal of Northern Science (1984) und die Silver Jubilee Medal von Kanada (1977)
- Er war Ehrendoktor der University of Ottawa (1972), der University of Waterloo (1981), der University of Victoria (1986), der University of British Columbia (1987) und der Universität Helsinki.
- Vega-Goldmedaille der Schwedischen Gesellschaft für Anthropologie und Geographie (1986)

Die Canadian Geomorphological Research Group vergibt jährlich den J. Ross Mackay Award.